# Palazzo Pubblico (San Marino)

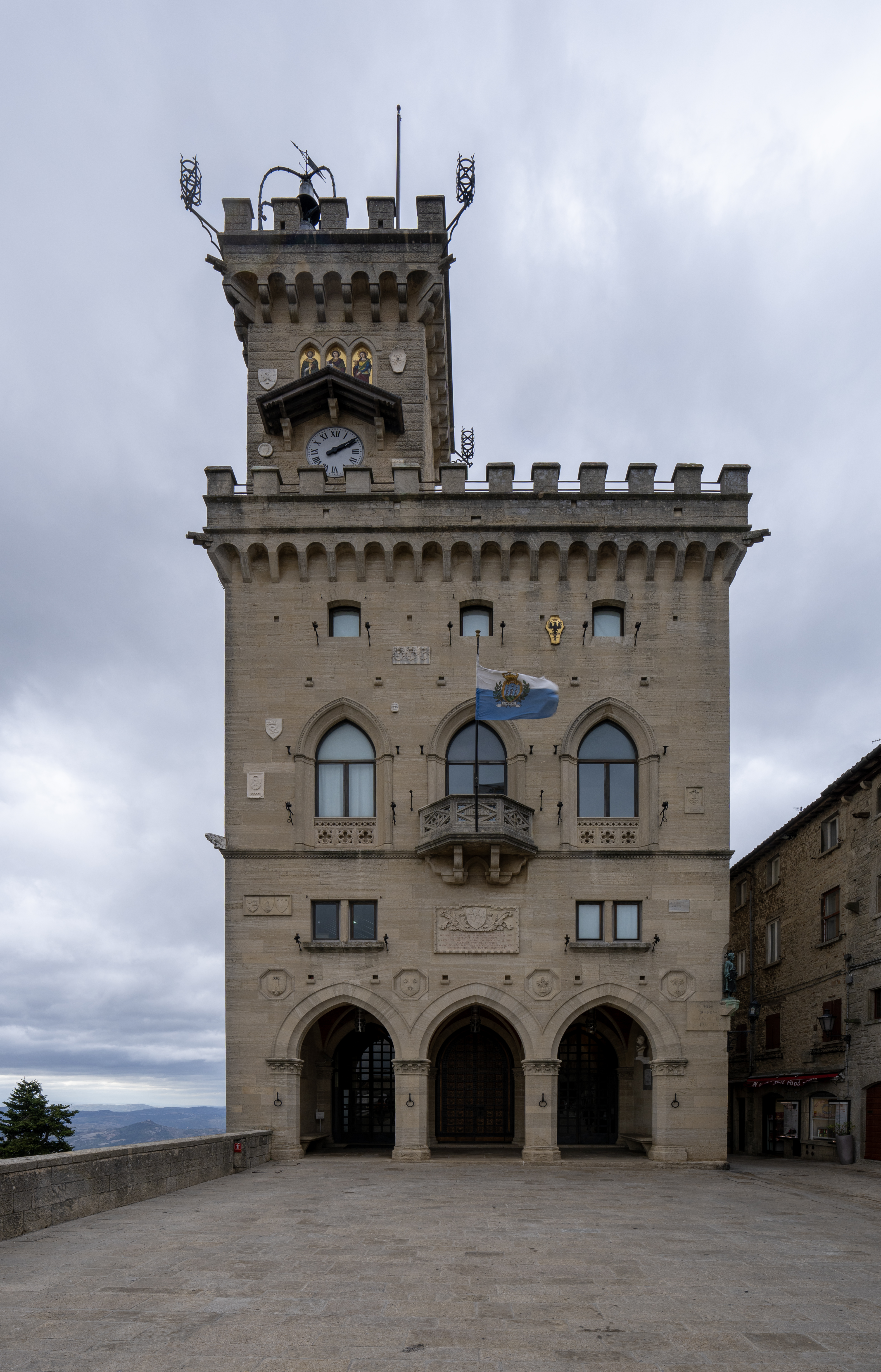
Palazzo Pubblico w San Marino

Palazzo Pubblico – siedziba władz miasta oraz rządu San Marino.
Budynek został zaprojektowany przez rzymskiego architekta Francesco Azzurri i został wzniesiony w latach 1884-1894. W 1996 przeszedł generalną renowację spowodowaną złym stanem technicznym. Prowadzona była przez architekta Gae Aulenti.
Przedstawiony jest na obiegowej monecie 2 euro z San Marino.